# Долгобородово
Долгобородово — деревня в Харовском районе Вологодской области.
Входит в состав Кубенского сельского поселения, с точки зрения административно-территориального деления — в Кубинский сельсовет.
Расстояние до районного центра Харовска по автодороге — 24 км, до центра муниципального образования Сорожина по прямой — 13 км. Ближайшие населённые пункты — Починок, Деревягино, Деревенька, Афониха, Нижне-Кубенский, Шенурово.
По переписи 2002 года население — 7 человек.